# ليونيل روكو
ليونيل روكو (بالإسبانية: Leonel Rocco)‏ (18 سبتمبر 1966 بمونتفيدو في الأوروغواي - ) هو لاعب كرة قدم أوروغواني في مركز حراسة المرمى. شارك مع منتخب الأوروغواي لكرة القدم. أما مع النوادي، فقد لعب مع إنديبندينتي ميديلين وإنديبنديينتي سانتا في وبيلا فيستا ورامبلا جونيورز وسيينسيانو ونادي ليفربول وناسيونال ماديرا وناسيونال مونتيفيديو ونادي رينتيستاس وتكستيل منديتش ‏ وأتليتيكو بروغريسو ‏ ونادي ميلغار أريكيبا وأتليتيكو بوكارامانغا وتامبيكو ماديرو.

## وصلات خارجية
- ليونيل روكو على موقع قاعدة بيانات كرة القدم.إي يو (الإنجليزية)